# Angelo Manaresi
Angelo Manaresi (Bologna, 9 luglio 1890 – Bologna, 6 aprile 1965) è stato un politico e militare italiano, combattente volontario della prima guerra mondiale, e sottosegretario alla guerra dal 1929 al 1933.

## Biografia
Nacque a Bologna il 9 luglio 1890, figlio di Guglielmo e Olimpia Mignani. Dopo aver frequentato la scuola elementare e liceo "Marco Minghetti" si iscrisse alla facoltà di legge della sua città. Laureatosi il 4 novembre 1912, iniziò a lavorare come avvocato presso uno studio legale cittadino.  Si appassionò alla montagna, che frequentò assiduamente sia sull'Appennino locale, che compiendo ascensioni più impegnative nell’arco alpino. Animato da una grande passione irredentista, tra il 1914 e il 1915 assunse la presidenza della Sezione bolognese dell’Associazione Nazionale "Trento e Trieste".

### Prima guerra mondiale
All’atto dell’entrata in guerra del Regno d'Italia, venne esonerato dal servizio militare per motivi fisici a causa di una ernia inguinale, ma egli si fece operare d’urgenza, presentando successiva domanda di arruolamento volontario, con specifica richiesta "specialità alpini".
Arruolatosi nel Regio Esercito, fu mandato a Belluno in forza al 7º Reggimento alpini come sottotenente della "Territoriale", ottenendo quindi la promozione ad ufficiale di complemento ed inviato al centro di mobilitazione di Feltre per compiere il necessario corso ufficiali.  A novembre ottenne la nomina a sottotenente, assegnato al Battaglione alpini "Feltre" che allora si trovava in linea in Valsugana, dove assunse il comando di un plotone della 66ª compagnia.  Nel periodo di Natale compì le sue prime azioni belliche a Monte Carbonile. Il Battaglione "Feltre" si attestò successivamente sul Monte Salubio, ma con l’offensiva austriaca lanciata dall'esercito austriaco nel maggio 1916 il reparto riuscì a non farsi accerchiare combattendo per quindici giorni. Promosso tenente, nell'agosto successivo il suo reparto fu trasferito in zona di Alpi di Fassa dove, dal 24 al 27 si combatte la battaglia per conquistare il Monte Cauriol.  Distintosi brillantemente durante questa azione, decorato con la Medaglia di bronzo al valor militare, rimase in quella zona fino al settembre 1917, partecipando alle azioni a Cima Gardinal, Busa Alta, e poi ancora sul Cauriol.
Quando il Comando Supremo lo pose innanzi alla scelta di assumere l'incarico di ufficiale di Propaganda o di avvocato presso un tribunale militare nelle retrovie, rifiutò decisamente l'imposizione, frequentando a Verona un breve corso per ufficiale di Stato maggiore e ottenendo la promozione a capitano nei primi giorni novembre.  Nel mese di ottobre con la disfatta di Caporetto, il suo reparto dovette abbandonare al nemico il Monte Cauriol ripiegando su una nuova linea del fronte situata sul massiccio del Monte Grappa.  A metà del mese di dicembre partecipò ai sanguinosi combattimenti in difesa delle posizioni di Monte Medàta, rimanendo gravemente ferito ad un piede il giorno 14.  Ricoverato in vari ospedali delle retrovie, fu decorato con una seconda Medaglia di bronzo al valor militare. Riprese servizio al suo reparto, allora schierato in Val d'Astico, nell’agosto 1918, e il 31 ottobre successivo il battaglione si lanciò all'attacco sulla direttrice Val Lagarina-Rovereto-Trento.  Alle ore 16 del 3 novembre il "Feltre" entrò in Trento liberata. Posto in congedo nel settembre 1919, decorato con la Croce di guerra al valor militare, ritornò alla vita civile.
Eletto consigliere comunale a Bologna in una lista di minoranza nel 1920, il 21 novembre dello stesso anno si trovava nell'aula consiliare di Palazzo D'Accursio nel momento in cui scoppiavano violenti disordini a causa degli scontri tra fascisti e Guardie Rosse. Un proiettile esploso da una persona mai identificata uccise Giulio Giordani, che era seduto al suo fianco.
Sposato dal 14 novembre 1921 con Maria Morandini, la coppia ebbe cinque figli. Si trattava di Annamaria 1922, Margherita 1924, Giovanni 1926, Piero 1929, Massimo 1932.

### Parlamentare e sottosegretario
Dopo aver aderito al PNF, nel 1921 fu eletto deputato alla Camera dei Deputati in una lista ex combattenti, e partecipò alla marcia su Roma.
Fu confermato alla sua carica nelle legislature successive (1924, 1929, 1934). 
Nel 1926 fu nominato presidente dell'Opera nazionale combattenti, ricoprendo tale incarico fino al 1929, e nel 1928 fu nominato Commissario Straordinario dell'Associazione nazionale alpini (ANA), divenendone Presidente il 15 maggio 1929. In quegli anni scrisse numerosi articoli sulla rivista l’Alpino, e diede alle stampe libri di carattere storico.
In quello stesso anno fu nominato sottosegretario alla guerra nel governo Mussolini, lasciando tale incarico nel luglio 1933.
Nel 1930 divenne anche Presidente del Club Alpino Italiano e dall'ottobre 1933 fino all'agosto 1935 ricoprì l’incarico di Podestà di Bologna.
Nel 1939 diviene consigliere nazionale della Camera dei Fasci e delle Corporazioni.

### Seconda guerra mondiale
Dopo l'entrata in guerra dell'Italia, avvenuta il 10 giugno 1940, si arruolò come tenente colonnello, partecipando alle operazioni belliche contro la Francia. Successivamente è assegnato all'Ufficio Stampa ed assistenza dello Stato maggiore dell'Esercito e in questo incarico svolse un'intensa attività, facendo visite ai reparti combattenti in prima linea. Nel marzo 1942 si recò due volte in visita ai reparti schierati sul fronte russo e nel marzo 1943, dopo la disfatta dell’ARMIR fu l’unico gerarca che ebbe il coraggio di andare, allestendo un treno di viveri, vestiario, e generi di conforto, incontro ai reduci della Campagna di Russia.
Al momento della caduta del fascismo, avvenuta il 25 luglio 1943 era ispettore nazionale del PNF. Confermò la sua fedeltà al Re con un telegramma, lasciando nel contempo l’incarico di Presidente dell’ANA. Per questo telegramma fu poi arrestato da militi della RSI il 17 settembre, su denuncia di Enrico Cucciari, qualche giorno dopo la firma dell’armistizio di Cassibile.  Imprigionato nel carcere "San Giovanni in Monte" di Bologna, fu il 31 dicembre 1943 rilasciato su ordine di Mussolini. 

### Dopoguerra
Ritornato alla vita civile, riprese la sua professione a Bologna dopo la fine della guerra. Fu presidente del Rotary Club cittadino dal 1959 al 1961. Si spense a Bologna il 6 aprile 1965, rimanendo fino all’ultimo attivo nella locale sezione dell’Associazione Nazionale Alpini che ora porta il suo nome.

## Opere
- Ricordi di guerra, Tipografia Castaldi, Roma, 1927.
- Giulio Giordani e l'eccidio di Palazzo d'Accursio: ricordi di battaglia, Tipografia del Littorio, 1928
- Quel mazzolin di fiori, Edizioni L’Alpino, Roma, 1931.
- Parole agli alpinisti, Edizioni del C.A.I., Roma, 1932.
- Dal ponte di Bassano, Edizioni L’Alpino, Roma, 1932.
- Aprite le porte, 10º Reggimento alpino Editore, Roma, 1933.
- Risorgimento e fascismo in terra di Emilia e Romagna, Zanichelli, Bologna, 1934.
- L’alpinismo eroico…, Milano, 1942.